# Alpina B5
Alpina B5 — сімейство спортивних автомобілів, які виготовляються в невеликій кількості компанією Alpina, яке було представлене в 2005 році на автосалоні в Женеві.

## Перше покоління B5

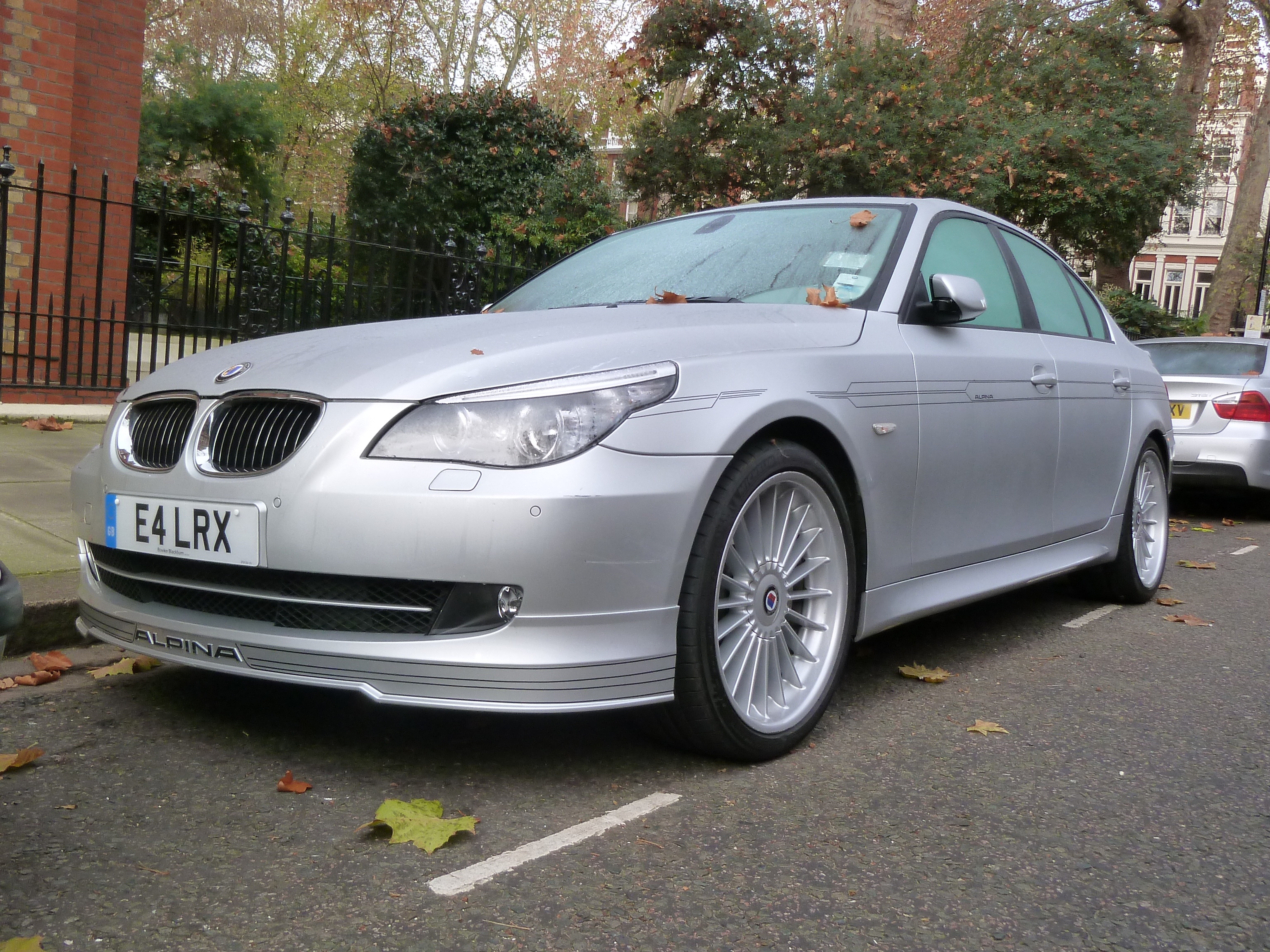
Alpina B5 (E60)

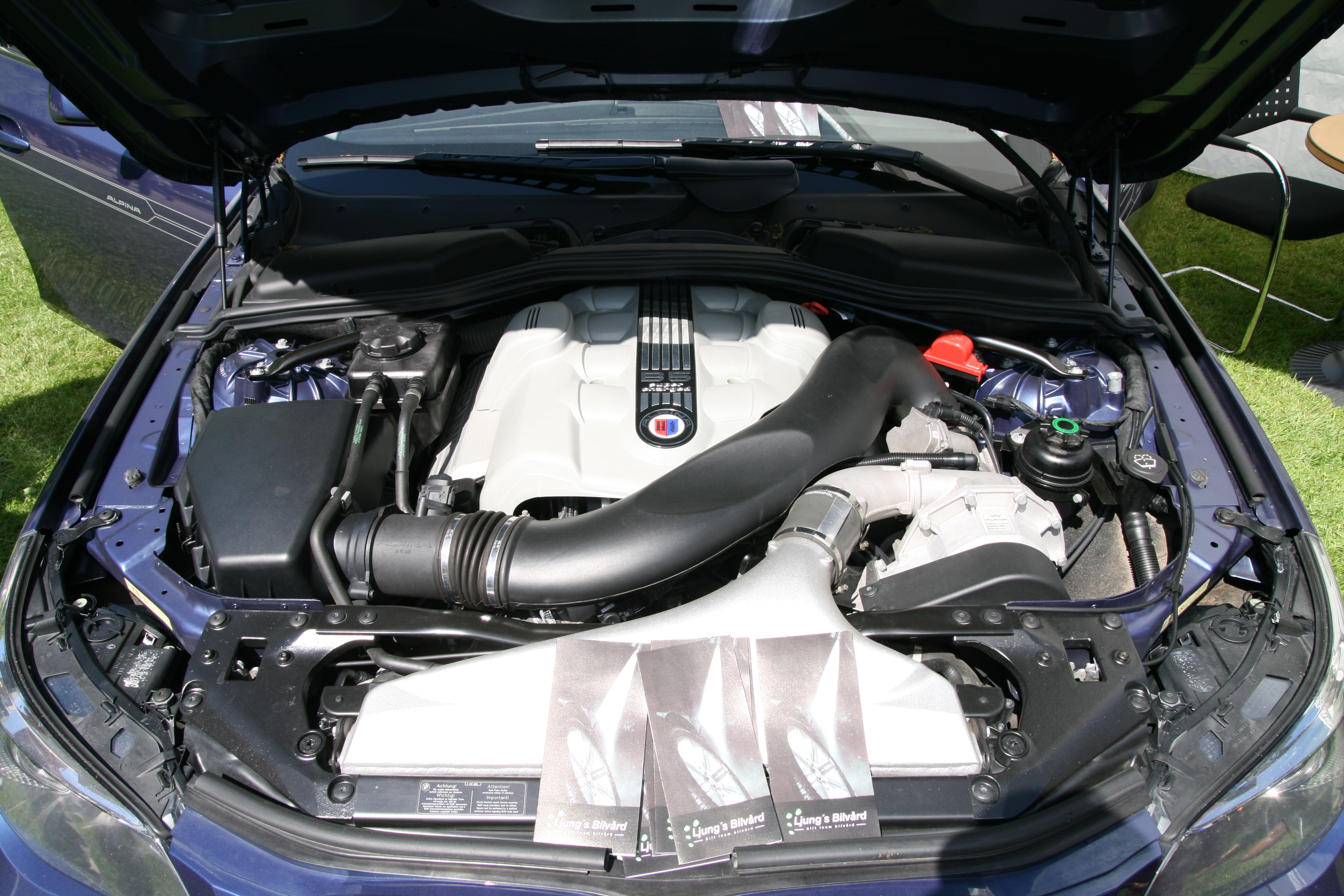
Двигун Alpina B5 4,4 л

Alpina B5 є наступником Alpina B10 Biturbo, який з 1989 по 1996 роки був найшвидшим серійним седаном у світі. Конкурентом B5 спочатку головним чином був Mercedes-Benz E 55 AMG, а пізніше E 63 AMG.
Основою для моделі став автомобіль BMW E60 та 4,4-літровий двигун від 545i/745i. У порівнянні з серійними моделями BMW Alpina B5 має великі гальма, нове шасі з електронним регулювання жорсткості амортизаторів (EDC), вихлопну систему з нержавіючої сталі і поліровані вихлопні труби та типові зміни в екстер'єрі і інтер'єрі виконані в традиціях Alpina. Двигун 4,4 л V8 отримав компресор і розвиває потужність 500 к.с.
Крім седана, пропонується універсал збудований на основі BMW E61.
У 2007 році представлена нова версія Alpina B5 S з двигуном збільшеної потужності, яка тепер становить 530 к.с.

### Двигуни
| Модель              | Циліндри | Об'єм    | Потужність                                      | Крутний момент             | Максимальна швидкість | Розгін 0-100 км/год | Роки випуску    |
| ------------------- | -------- | -------- | ----------------------------------------------- | -------------------------- | --------------------- | ------------------- | --------------- |
| Alpina B5           | 8        | 4398 см³ | 368 кВт (500 к.с.) при 5500 об/хв               | 700 Нм при 4250–5250 об/хв | 314 км/год            | 4,7 с               | 02/2005–10/2007 |
| Alpina B10          | 8        | 4398 см³ | 368 кВт (4.8 i V8 32V (375 к.с.) при 5500 об/хв | 700 Нм при 4250–5250 об/хв | 310 км/год            | 4,8 с               | 02/1997–10/2003 |
| Alpina B5 S         | 8        | 4398 см³ | 390 кВт (530 к.с.) при 5500 об/хв               | 725 Нм при 4250–5250 об/хв | 317 км/год            | 4,6 с               | 09/2007–05/2010 |
| Alpina B5 S Touring | 8        | 4398 см³ | 390 кВт (530 к.с.) при 5500 об/хв               | 725 Нм при 4250–5250 об/хв | 313 км год            | 4,7 с               | 09/2007–05/2010 |

## Друге покоління B5 Biturbo

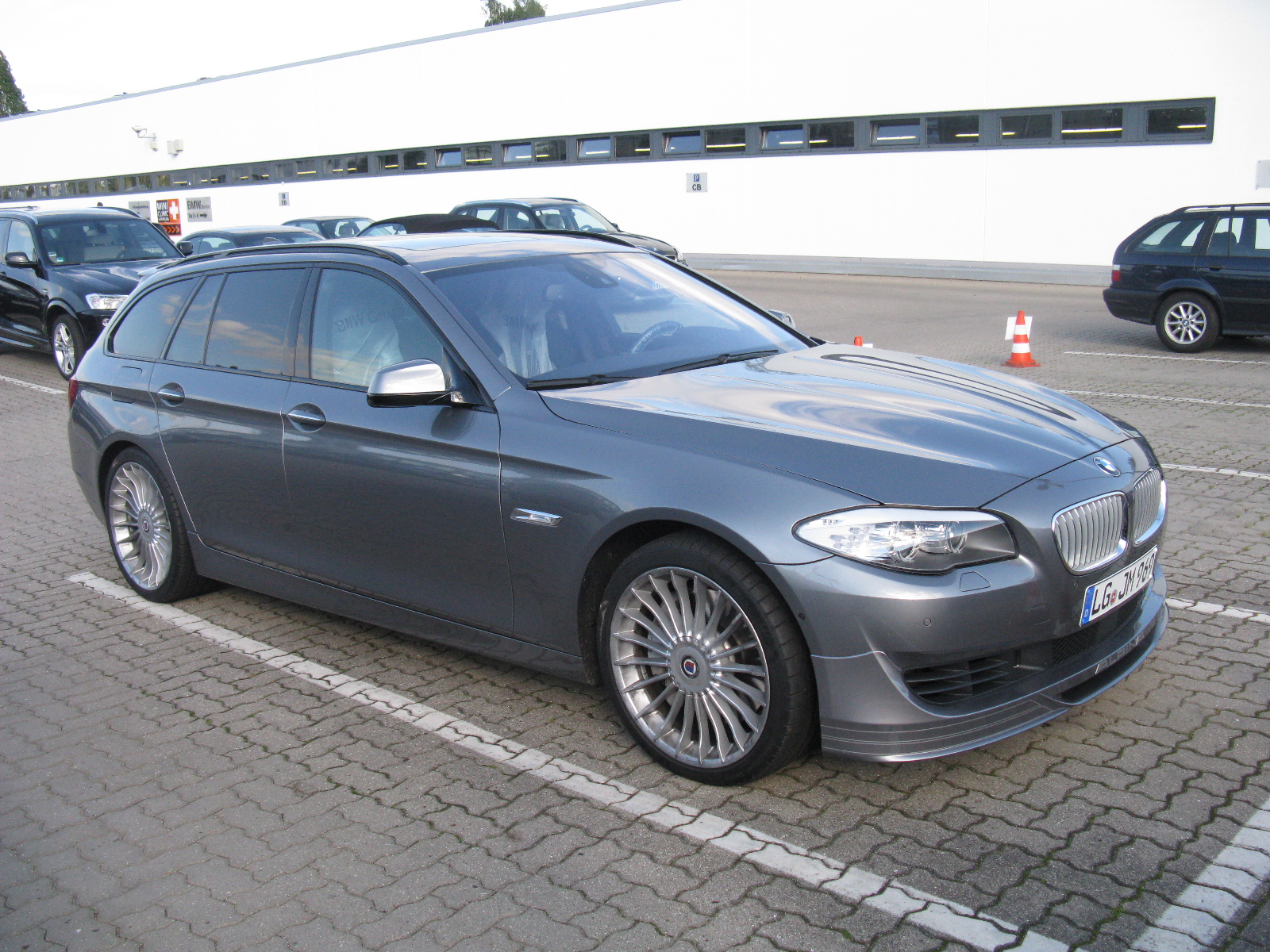
Alpina B5 Biturbo Touring

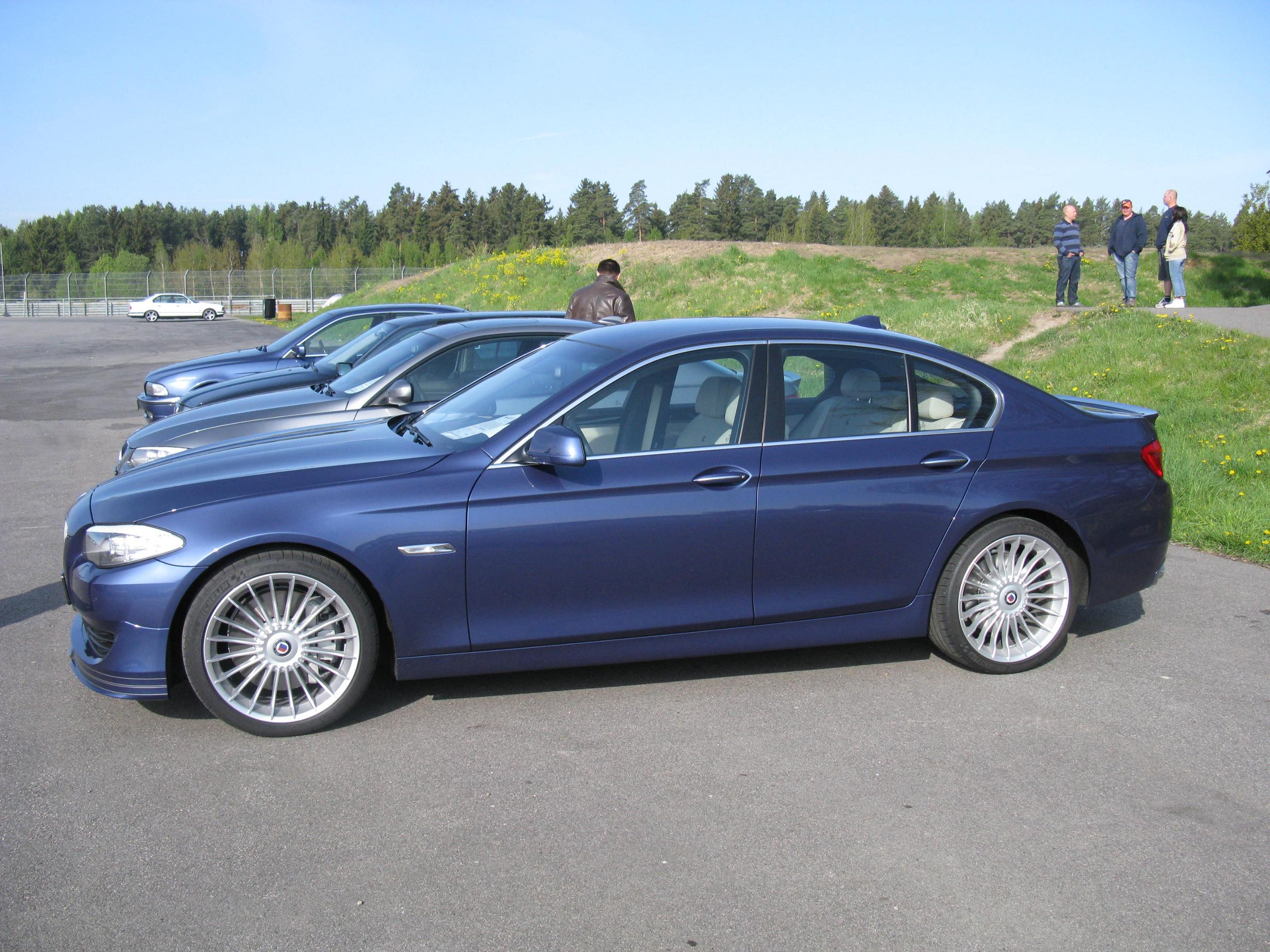
Alpina B5 Biturbo

У 2010 році представлено друге покоління B5 під назвою Alpina B5 Biturbo в кузові седан. У 2011 році представлена версія універсал.
Автомобілі розроблені на основі F10/F11.

### Двигуни
| Модель                    | Циліндри | Об'єм    | Потужність                             | Крутний момент             | Максимальна швидкість | Розгін 0-100 км/год | Роки випуску |
| ------------------------- | -------- | -------- | -------------------------------------- | -------------------------- | --------------------- | ------------------- | ------------ |
| Alpina B5 Biturbo         | 8        | 4395 см³ | 397 кВт (540 к.с.) при 5200-6250 об/хв | 730 Нм при 2800-5000 об/хв | 319 км/год            | 4,5 с               | з 2010       |
| Alpina B5 Biturbo Touring | 8        | 4395 см³ | 397 кВт (540 к.с.) при 5200-6250 об/хв | 730 Нм при 2800-5000 об/хв | 316 км/год            | 4,6 с               | з 2011       |

## Третє покоління B5 Biturbo

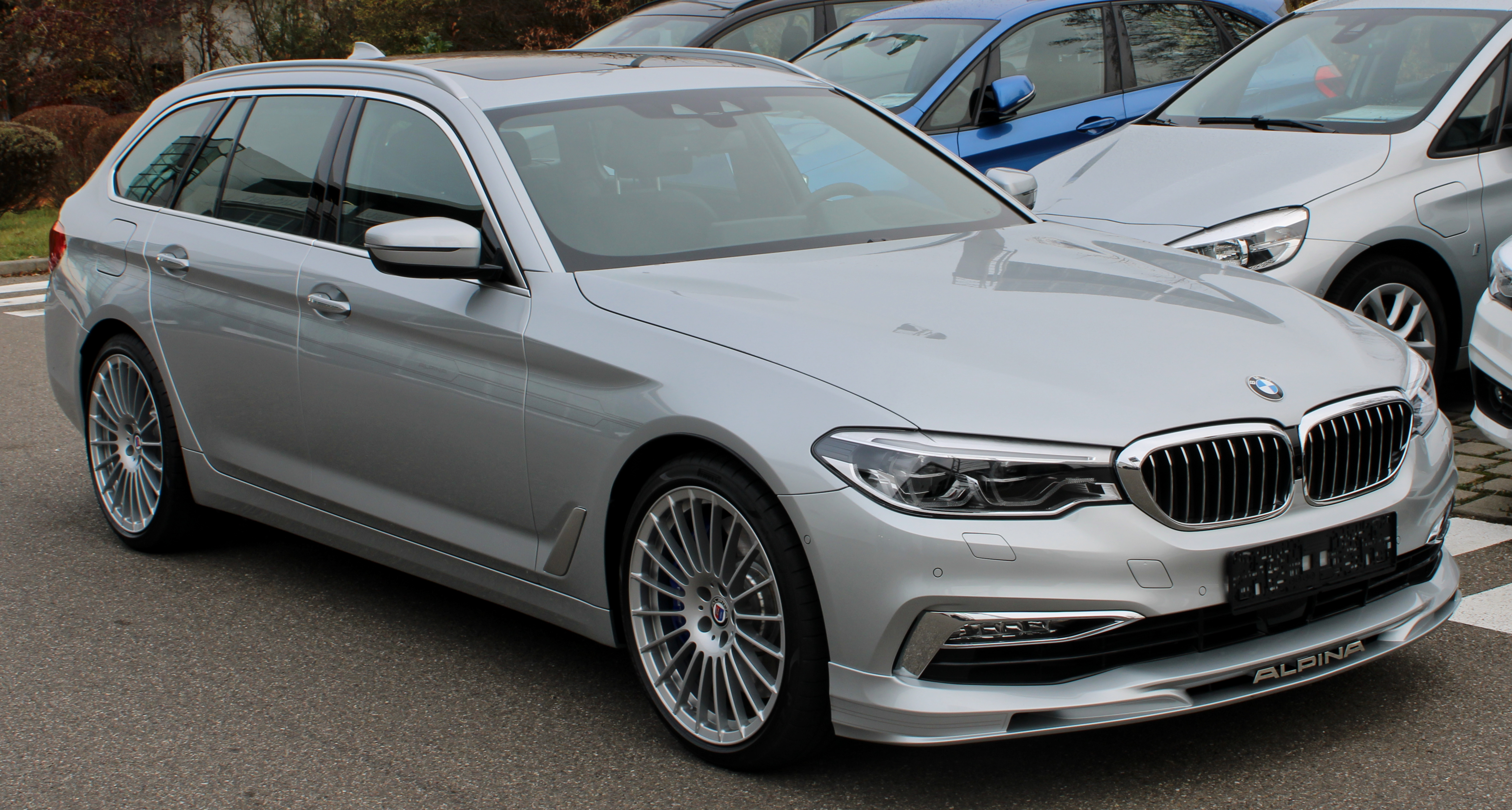
Alpina B5 Biturbo Touring

Восени 2017 року на Франкфуртському автосалоні представлено третє покоління B5 під назвою Alpina B5 Biturbo в кузові універсал.

### Двигун
4.4 L BMW N63 twin-turbo V8 608 к.с. 800 Нм